# Basquetebol do Uruguai

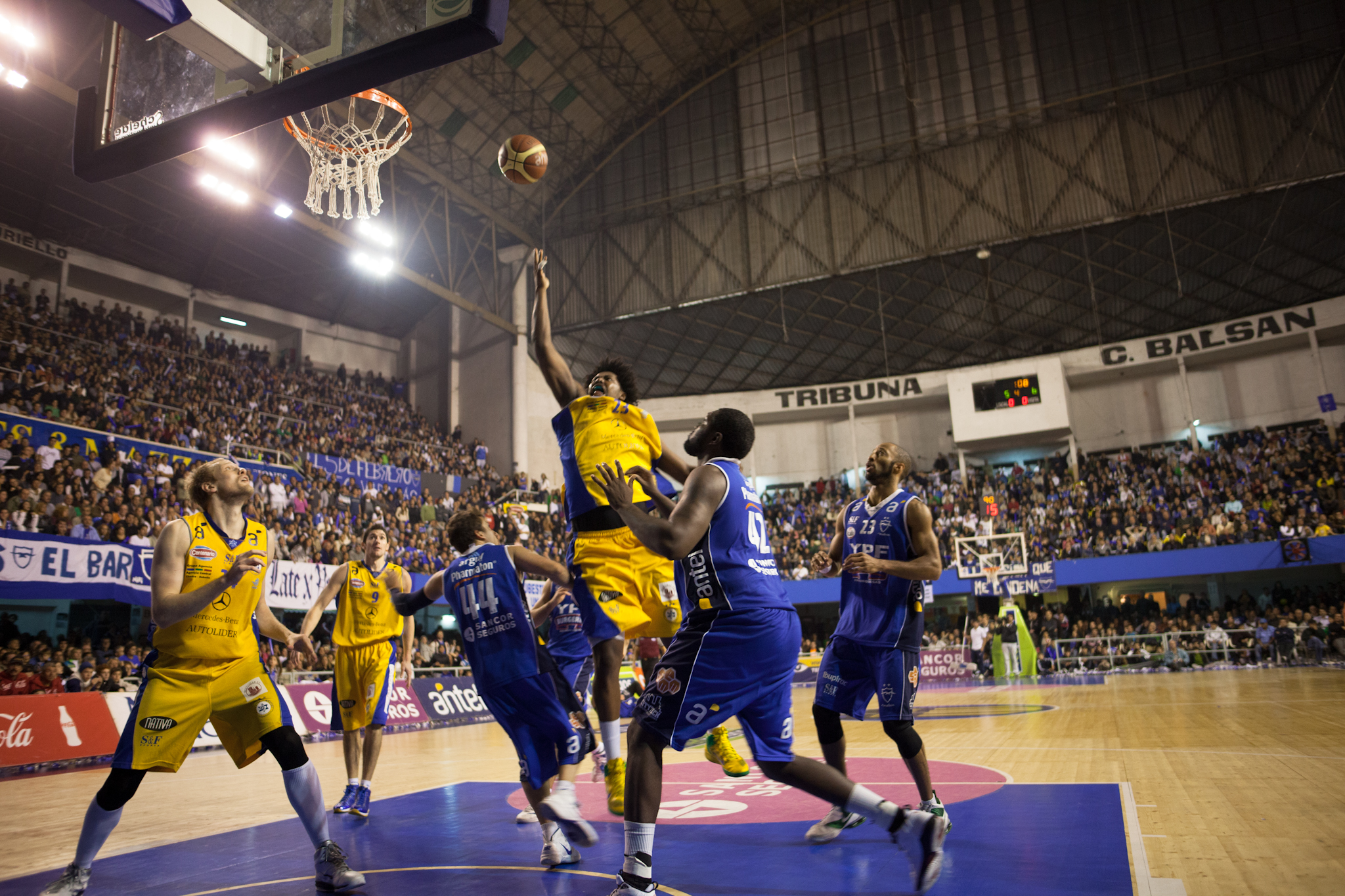
Imagem da partida entre Hebraica y Macabi e Club Malvín, válida pela final da Liga Uruguaia de 2012–13.

O Uruguai é considerado um dos três precursores do basquetebol na América Latina. O esporte foi introduzido no país em 1912 por intermédio de Jess T. Hopkins, um professor americano encarregado pelo Departamento de Educação Física da Associação Cristã de Moços. Logo, começou a ser praticado na organização supracitada e disseminado nas praças de esportes de Montevidéu.

## História
O ano de 1912 marcou a chegada do basquetebol em território uruguaio por intermédio de Jess T. Hopkins, um professor americano contratado para desenvolver o Departamento de Educação Física da Associação Cristã de Moços. O esporte, então, começou a ser praticado na organização e difundido por todo país através das praças de esportes.
No ano de 1915, foi fundada a Unión de Sociedades de Basketbal (USB), a primeira organização regulamentadora do esporte na América Latina, sendo esta a responsável pela promoção de competições locais, contribuindo assim para o desenvolvimento do basquetebol no país. A primeira competição realizada pela organização foi o Campeonato de Primera División, entre 1915 e 1918.
Na década de 1920, a USB é renomeada Federação Uruguaia de Basquetebol (FUBB) e o esporte consolidou-se como uma prática desportiva devidamente instituída, recebendo respaldo de organizações esportivas e entidades educacionais.

## Clubes
A história de alguns clubes esportivos uruguaios se confunde com a própria história do basquetebol no país. Esses clubes desempenharam um papel crucial na promoção, desenvolvimento e popularização do esporte, muitas vezes sendo pioneiros em sua introdução e crescimento. O Club Atlético Atenas, por exemplo, ficou reconhecido por ser o primeiro campeão de uma competição nacional organizada pela FUUB. Já o Defensor Sporting é considerado o pioneiro e um dos maiores vencedores do basquetebol uruguaio.